# Erigio
Erigio (en griego Eριγυιoς), (†328 - 327 a. C.) (significa que dirigió o mandó), amigo personal de Alejandro Magno.
Larico, padre de Erigio, nació en la ciudad de Mitilene, en la isla griega de Lesbos, aunque probablemente, aún muy joven, se estableció en Anfípolis (Macedonia), ciudad conquistada por Filipo a inicios de su reinado (360-338 a. C.).
Fue hermano de Laomedonte. Ambos hermanos, junto con Hárpalo, Nearco y Ptolomeo, son algunos de los hetairoi (literalmente, 'compañeros') originales de Alejandro. Algunos de ellos eran amigos de la infancia, mientras otros actuaron como consejeros del joven príncipe.
Acusados por Filipo de participar en las intrigas de Alejandro, fueron exiliados durante un año, hasta la muerte del viejo rey. Alejandro ascendió al trono en octubre del 336 a. C., trajo de vuelta a sus consejeros y les recompensó con importantes cargos, concediéndoles además el honor de acompañarle a Asia (primavera del 334 a. C.).
Erigio actuó como comandante de la caballería mercenaria griega (unos 600 soldados) las primeras semanas del 333 a. C. Con ellos combatió en Issos, y permaneció en Siria durante toda la invasión de Egipto. Al regreso de Alejandro, participó en la batalla de Gaugamela.
Tras la destrucción de Persépolis, Erigio acompañó a Alejandro en su persecución de Darío a través de Media y Partia, y se le menciona en la campaña de verano de Hircania. Presente en el consejo convocado por Alejandro tras la traición de Filotas. 
Compartió con Artabazo el mando del ejército enviado para someter al sátrapa rebelde de Aria, Satibarzanes, al que derrotaron el invierno del 330 - 329 a. C. El mismo Erigio mató a Satibarzanes en combate singular.
Tras la victoria, ambos generales se reunieron con Alejandro en Bactria. Artabazo fue nombrado sátrapa de la región, mientras Erigio acompañaba a la fuerza principal hacia el río Jaxartes (hoy Syr'darya). A partir de aquí, no es mencionado de nuevo en ninguna fuente. Parece probable que cayera enfermo y muriera en Sogdiana el invierno del 328 - 327 a. C.